# Jean Gardahaut
Jean Gardahaut, né le 18 août 1949 à La Meilleraye-de-Bretagne et mort le 5 avril 2010 à Arzon, est un céiste français.

## Biographie
Il est médaillé d'argent en C1 classique par équipes aux Championnats du monde de descente 1975 à Skopje. 
Il est entraîneur national adjoint de 1977 à 1981 puis professeur d'éducation physique et sportive pendant six ans au collège Reinetière de Sainte-Luce-sur-Loire puis à l'ISITEM à partir de 1992. Il pilote la discipline à Polytech'Nantes à partir de l'an 2000.
Il meurt d'un accident vasculaire cérébral le 5 avril 2010 à l'âge de 60 ans.